# Drzeńsko (województwo lubuskie)

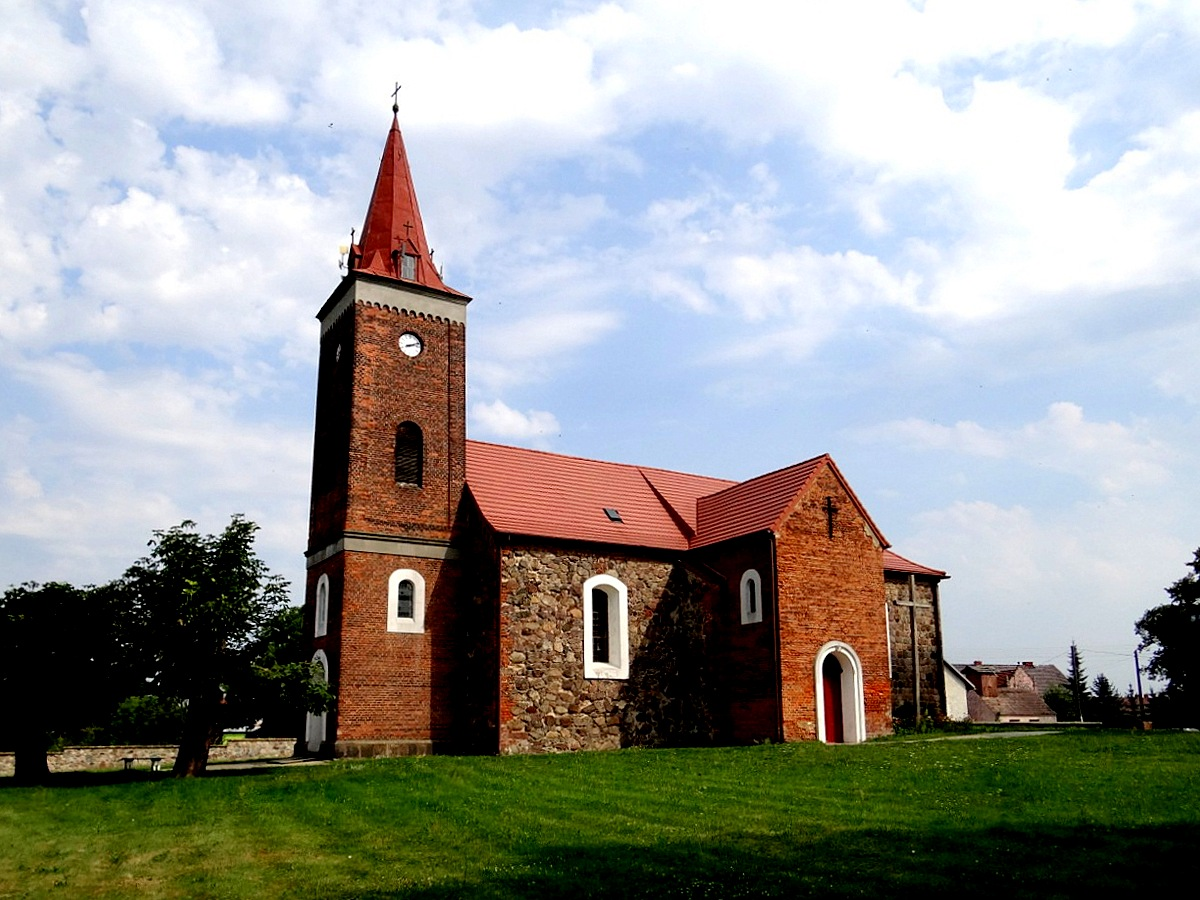
Kościół Jezusa Miłosiernego (od XIII w.)

Drzeńsko (niem. Drenzig) – wieś sołecka w Polsce położona w województwie lubuskim, w powiecie słubickim, w gminie Rzepin.
W latach 1954–1957 wieś należała i była siedzibą władz gromady Drzeńsk, po jej zniesieniu w gromadzie Rzepin. W latach 1975–1998 miejscowość administracyjnie należała do województwa gorzowskiego.
Miejscowość położona jest przy drodze wojewódzkiej nr 139 Górzyca – Kowalów – Rzepin – Gądków Wielki.
W miejscowości działało państwowe gospodarstwo rolne – Zakład Rolny w Drzeńsku wchodzący w skład Lubuskiego Kombinatu Rolnego w Rzepinie.
W miejscowości działa piłkarski Klub Sportowy „Chrobry” Drzeńsko.

## Zabytki
Do wojewódzkiego rejestru zabytków wpisany jest:
- kościół filialny pod wezwaniem Jezusa Miłosiernego, romański z XIII wieku, przebudowany w XIV/XV wieku, w końcu XVII wieku, w XVIII w.[8]

## Demografia
Źródło: